# ژنی بوژیلوا-پاتوا
ژنی بوژیلوا-پاتوا (انگلیسی: Jeni Bojilova-Pateva؛ زاده ۱ دسامبر ۱۸۷۸ درگذشته ۱۷ ژوئن ۱۹۵۵) فعال حقوق بشر اهل بلغارستان بوده‌است.
بوژیلوا-پاتو در سال ۱۹۰۷ در کنگره اتحادیه بین‌المللی زنان در آمستردام شرکت کرد و خواهان عضویت اتحادیه زنان بلغارستان در اتحادیه بین‌المللی زنان شد. او از شرکت کنندگان فعال اتحادیه بین‌المللی زنان برای صلح و آزادی بود.
در سال ۱۹۲۰ او به عنوان نماینده دولت آلکساندر استامبولیسکی در کنگره بین‌الملل زنان در نروژ شرکت کرد.